# Fotbollens historia i Sverige
Fotbollen, så som vi känner till den i dag, är en engelsk exportprodukt som svenska gymnaster, engelsmän, skottar och danska lag tog med sig till Sverige i slutet av 1800-talet. Spelet började utövas i Örebro, Karlskrona, Ljusdal, Uppsala universitet, Norra Latinläroverket och Karlbergs kadettskola i Stockholm. Senare etablerade sig fotbollen i Malmö, Halmstad och Göteborg. Den första matchen mellan två svenska lag spelades år 1892 mellan Örgryte Idrottssällskap och Idrottssällskapet Lyckans Soldater i Göteborg.
Ansvarig för fotbollens organisering var från början Svenska Gymnastik- och Idrottsförbundet. En milstolpe i svensk fotbollshistoria blev grundandet av Svenska Idrottsförbundet som gav ut de engelska fotbollsreglerna. Fotbollsmästerskap organiserades år 1903 av Svenska Fotbollförbundet för att året därpå organiseras i samarbete med konkurrenten Svenska Bollspelsförbundet. Ett närmande mellan Svenska Gymnastikförbundet och Svenska Idrottsförbundet ledde till att Riksidrottsförbundet grundades.
Svenska Bollspelsförbundet grundades år 1902 av en rad Stockholmsklubbar. Förbundets första ordförande var Clarence von Rosen. 1904 grundades dess konkurrent Svenska Fotbollförbundet. År 1906 erkänns Svenska Fotbollförbundet av FIFA som det enda legitima fotbollsförbundet i Sverige - samma år som Svenska Bollspelsförbundet upplöses.

## Fotbollens etablering i Sverige
Dagens moderna fotboll är en engelsk exportprodukt som kom till Sverige i slutet av 1800-talet. Spelet hade då utvecklats vid de engelska universiteten Oxford och Cambridge samt vid brittiska internatskolor, s.k. public schools. Till Sverige kom fotbollen på tre olika vägar: 1. Svenska gymnaster förde med sig spelet hem från England. 2. Engelsmän och skottar tog med sig spelet när de arbetade och tjänstgjorde i Sverige. 3. Danska lag spelade matcher mot svenska lag eller mot varandra, i form av uppvisningsmatcher, i Sverige. Engelska lag däremot anlände i Sverige först i början av 1900-talet.

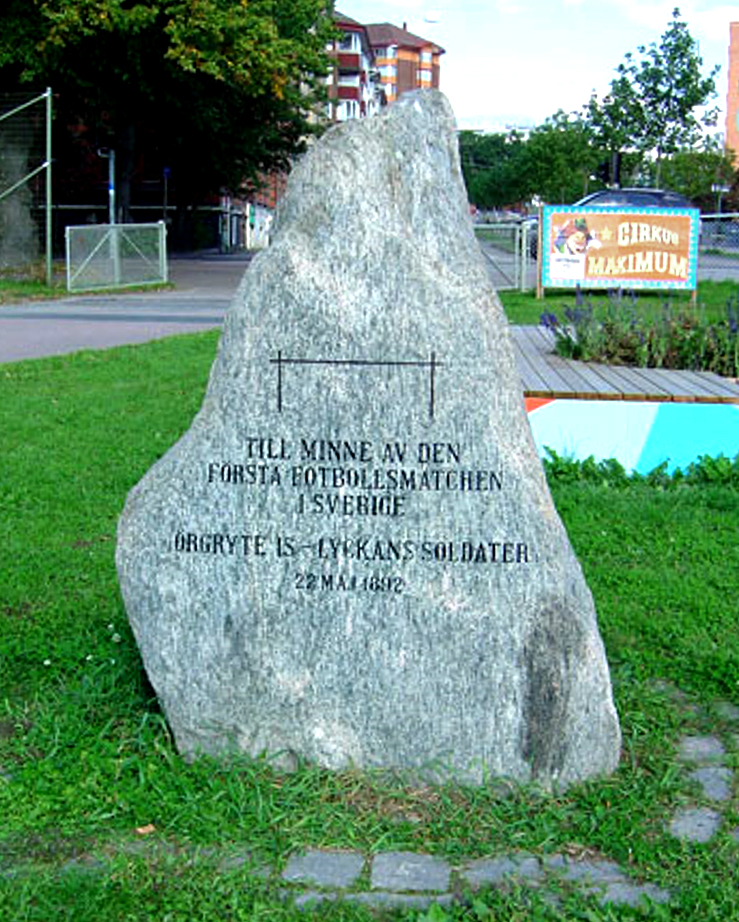
Monument till minne av den första fotbollsmatchen i Sverige år 1892

På 1870-talet existerade en inhemsk variant av fotboll i Sverige kallad för svensk fotboll, som var en kombination av rugby och associationsfotboll. År 1885 kom Göteborgs-, Stockholms- och Visby bollklubbar överens om gemensamma regler som skulle gälla. Spelet bedrevs sedan i enlighet med dessa regler i Örebro, Karlskrona och Ljusdal samt vid Uppsala universitet, Norra Latinläroverket och Karlbergs kadettskola i Stockholm. Fotbollsidéerna bedrevs av lärare, officerare och ungdomar vid läroverken. Spelet hade vid denna tidpunkt ännu inte blivit en folkrörelse då det fattades bollplaner och resurser. För en djupare folkförankring krävdes en attitydförändring och mer fri tid över - vilket först fick genomslag när lagen om åtta timmars arbetsdag antogs år 1919.
Hösten 1890 kom fotbollen till Malmö genom att två lag från Köpenhamns Boldklub spelade en uppvisningsmatch i staden. I Halmstad den 14 september samma år mötte Köpenhamn Academi Bollklubb på svenskt motstånd i form av Halmstads Bollklubb Några år senare kom Göteborg att ta över fotbollsinitiativet. I maj år 1892 spelades den första organiserade matchen mellan två svenska lag (i enlighet med 1883 års engelska regler). Den omtalade matchen spelades på Heden i Göteborg mellan göteborgslagen Örgryte Idrottssällskap och Idrottssällskapet Lyckans soldater.

## Fotbollen organiseras i Sverige
Enligt den engelska förebilden skulle fotbollsmatcher genomföras systematiskt och under ordnade förhållanden: Lagen skulle träffa på varandra i en i förväg fastställd ordning, i cup- eller serieform, och matcherna skulle spelas efter förutbestämda regler. Förutsättning för detta var organisation bestående av aktiva sammanslutningar, medvetenhet och ekonomi.
Organisationsprocessen började komma igång med bildandet av Svenska Gymnastikförbundet år 1891, vilket år 1896 breddade sig till gymnastiken närstående idrotter. Med start år 1893 började idrottstidningen Start med redaktören Wilhelm Friberg att utkomma. Tidningen verkade organiserande och bjöd det militära idrottsetablissemanget och tidningen Tidning för idrott motstånd. År 1895 var en milstolpe för svensk fotbollshistoria då Svenska Idrottsförbundet grundades i Göteborg. Förbundet lät trycka och ge ut de engelska fotbollsreglerna (associationsreglerna) och anordnade år 1896 den första svenska mästerskapstävlingen i fotboll. Detta cupmästerskap spelades sedan årligen under Idrottsförbundets ledning fram till och med år 1903. Örgryte IS vann alla år förutom 1901/1902 då stockholmsklubben AIK segrade och 1903 då Göteborgs FF gick vinnande ur mästerskapet.
Från och med år 1903 organiserades fotbollsmästerskapet av Svenska Fotbollförbundet för att åren 1904/1905 organiseras i samarbete med konkurrenten Svenska Bollspelsförbundet. Vidare anordnade också Idrottsföreningen Kamraterna ett mästerskap som startade år 1901 och endast var öppen för kamratklubbarna. Kamraternas mästerskap fick stor omfattning och innebar ett höggradigt främjande av fotbollsspelets utveckling, framförallt i mellersta Sverige. Centralstyrelsen för kamratklubbarna hade en viktig administrativ funktion och det var i synnerhet de talrika kamratkretsarna som Svenska Fotbollförbundet och dess sekreterare Anton Johansson byggde vidare på. Utöver dessa matcher arrangerades också matcher mellan föreningarna på lokal nivå och intresset för fotboll steg markant.

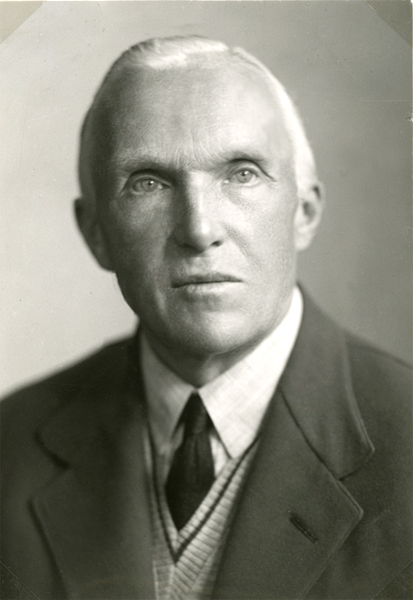
Clarence von Rosen

I och med bildandet av många nya fotbollsklubbar kring sekelskiftet växte behovet av en heltäckande och enhetlig riksorganisation. Svenska Idrottsförbundet fanns i Göteborg och i Stockholm grundades år 1898 Stockholms Idrottsförbund för att möta behovet av en övergripande organisation. Sistnämnda förbund arrangerade mellan åren 1899-1902 tävlingen om den första Rosenska pokalen i fotboll, som initierades av greven Clarence von Rosen för att främja fotbollen.
Mot bakgrund av den uppenbara splittringen i fotbollen i Sverige hölls hösten 1901 ett möte i Stockholm för att få bukt med problemet. Mötet, vars pådrivande kraft Ludvig Kornerup var, resulterade i att Svenska Gymnastikförbundet tillsatte en fotbollssektion med Clarence von Rosen som kontaktman. Försöken att organisatoriskt ta över fotbollen misslyckades dock med att fotbollsentusiaster i Stockholm ville ha ett eget, självständigt agerande förbund som stod utanför gymnastikförbundets kontroll. Resultatet av diskussioner åren 1901/1902 blev att Ludvig Kornerup, stockholmarna (AIK, Djurgården med flera) och styrelseledamöterna i gymnastik- och idrottsförbundet, Clarence von Rosen och Sigfrid Edström, bildade Svenska Bollspelsförbundet.
Ett närmande mellan Svenska Gymnastikförbundet och Svenska Idrottsförbundet ledde till ett enhetligt synsätt bland förbunden och till att Riksidrottsförbundet grundades år 1903. Till viss del stod fotbollen dock fortfarande utanför Riksidrottsförbundet.

## Motstånd från Svenska Bollspelsförbundet
Genom bland annat idrottstidningen Nordiskt Idrottslifs polemik och C. L. Kornerups arbete växte Svenska Bollspelsförbundet fram. Nordiskt Idrottslif var en veckotidning som utkom för första gången 1900 i Stockholm och vars ansvarige utgivare samt grundare var Clarence von Rosen. Vidare tillhörde Alexander Lindman, Erik Bergvall och Baltzar Roosvall redaktionen. Bollspelsförbundets bildande inleddes på ett avgörande möte i april 1902 där en rad stockholmsklubbar (bland annat AIK och Djurgården) deltog för att behandla ett preliminärt förslag till stadgar. Förhandlingarna leddes av Viktor Balck, trots att hans förbund, Svenska Gymnastikförbundet, hade uttalat sig emot ett nytt förbund. Balck framförde sin kritik, som även von Rosen delade, i följande sex punkter:
1. I 10 års tid stöttade och utvecklade Svenska Gymnastik- och Idrottsförbundet fotbollen i Sverige, framförallt genom von Rosens initierade pokal. Tvivelaktigt om det nya förbundet skulle sköta jobbet bättre.
2. Svenska Gymnastik- och Idrottsförbundet hade etablerat en sektion för bollspel med von Rosen som chef. Sektionen skulle arrangera tävlingar och bidra till fotbollens utveckling.
3. Gymnastik- och Idrottsförbundet hade genom löjtnanterna Falkenberg, Drake och Nordenvall utarbetat kompletta spelregler.
4. Underlaget för en fotbollsunionen (idé från Kornerup) var för litet. Uppgiften bestod i stället i att främst bilda fotbollsklubbar.
5. Föreningar med flera idrottsgrenar skulle vara tvungna att tillhöra flera förbund och därmed betala medlemsavgifter till flera förbund och möjligtvis behöva underkasta sig motsatta förbundsprinciper.
6. Det bästa för fotbollen är att ena sig kring gemensamma spel- och tävlingsregler, vilket skulle resultera i sammanhållning i stället för splittring.

Under mötesdiskussionen menade Roosvall att fotbollsspelet skulle drivas bättre under ledning av en självständig organisation som även skulle kunna fungera som en direkt förbindelselänk mellan Stockholms och Göteborgs fotboll. 
Mötet utmynnade i att man beslöt sig för att bilda en fristående fotbollsorganisation genom att arbeta igenom förslaget till stadgar. Det nya förbundet vid namn Svenska Bollspelsförbundet bildades officiellt i maj 1902 av representanter från AIK, Djurgården och en rad andra stockholmsklubbar. Till styrelsens ordförande valdes Clarence von Rosen trots att han tidigare varit emot grundandet, till vice ordförande Sigfrid Edström samt de andra ledamöterna C. L. Kornerup, Parker, Hellberg och Roosvall. Senare lämnade Kornerup och Parker sina uppdrag, förstnämnda för att verka för en sammanslagning med konkurrentorganisationen och blev senare invald i Svenska Fotbollförbundets styrelse vid dess grundande i december 1904.
Svenska Bollspelsförbundet sekretariat var lokaliserat vid Idrottsparken på Norra Djurgården i Stockholm där Stockholms stadion byggdes 1912 och förbundet tog flera viktiga initiativ. Bland de viktigaste var fastställandet av spelregler och tävlingsbestämmelser. Vidare införde förbundet serietävlingar och en fotbollsturnering för Stockholms skolor (kallad greve Bondes pokal). Under Bollspelsförbundets administration satte von Rosen upp en ny pokal - Svenska Fotbollspokalen.

## Svenska Fotbollförbundet grundas
Stockholmsförankringen, som var Svenska Bollspelsförbundets styrka, var samtidigt dess svaghet. Landsorten tryckte på för att förbundet skulle gå samman med Riksidrottsförbundet som bildades 1903 och göteborgarna var emot Bollspelsförbundet från start. Efter att Svenska Fotbollsunionen bildades den 27 mars 1904 i Eskilstuna tillsatte Riksidrottsförbundet en arbetande sektionsstyrelse för att diskutera utmaningen att ena fotbollen i en organisation, vilket skedde vid ett extra årsmöte i april 1904. Sektionsstyrelsens uppgift var att träffa en överenskommelse med Bollspelsförbundet som skulle arrangera 1904 års svenska fotbollsmästerskap. Till styrelsen hörde en rad kända namn som Clarence von Rosen, C. L. Kornerup, Wilhelm Friberg och Anton Johansson.

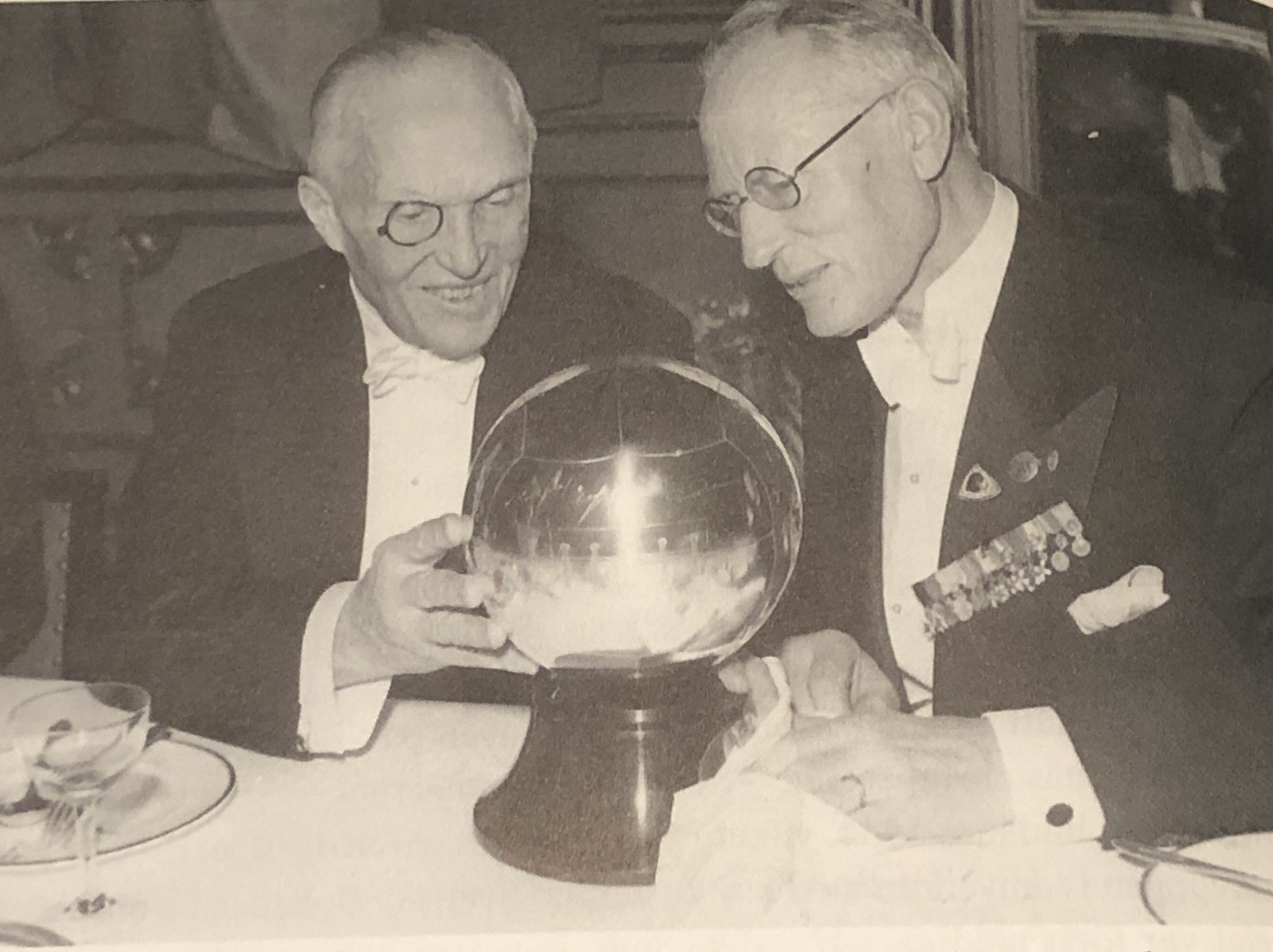
Clarence von Rosen (t.v) och Anton Johansson på Svenska Fotbollförbundets 40-årsjubileum år 1944

Profilerna som ingick i styrelsen lyckades dock inte övertala Svenska Bollspelsförbundet till eftergifter. Nästa avgörande händelse skedde den 18 december 1904 i Stockholm vid ett stort sammankallat fotbollsmöte i regi av Riksidrottsförbundets överstyrelse som tröttnat på oredan. På plats vid mötet var ombud med fullmakter för 77 fotbollsspelande föreningar från hela Sverige. Majoriteten av dessa ville fullborda en förändring och en resolution antogs med röstsiffrorna 40-37, vilken uttryckte önskemålet om en sammanslutning under Riksidrottsförbundet. Resolutionen löd följande:

"Representanter för fotbollspelet idkande 77 föreningar i Sverige, samlade till allmänt möte i Stockholm den 18 dec. 1904, uttala sig för anslutning till Riksförbundet och dess mål att ena och sammanföra all svensk idrott. Mötet uttalar därför som sin mening, att rätta sättet för lösningen av den strid, som hittills rått inom fotbollsvärlden,  är, att de föreningar, som ännu ej anslutit sig till Riksförbundet, göra det snarast möjligt, samt att fotbollspelet idkande föreningar indelas och bollspelet anordnas i huvudsak överensstämmande med av Riksförbundets fotbollsektion offentliggjord plan.
Mötet uttalar vidare som sin önskan att Riksförbundets överstyrelse vid val av ledamöter i fotbollsektionens styrelse på lämpligt sätt tar hänsyn till majoriteten av fotbollsföreningarnas önskan rörande sagda styrelses sammansättning och anser mötet, att sagda styrelses säte under den närmaste tiden bör vara förlagt till Stockholm och att i styrelsen insättas idag av mötet utsedda personer."
 Mötet utsåg en styrelse för sektionen, senare vid namn Svenska Fotbollförbundet, som senare sanktionerades av Riksidrottsförbundets överstyrelse. Styrelsen bestod av följande personer inklusive deras titlar för att ange medlemmarnas sociala position, vilket även visar vilka krafter som i princip kontrollerat svensk fotboll: Banktjänsteman Carl Hellberg, Stockholm, ordf, greve Clarence von Rosen, Väsby Äs, direktör C. L. Kornerup, Stockholm, telegraftjänsteman Anton Johansson, Köping, herrarna Juhlin och Sandborg, Stockholm, redaktör Friberg, Göteborg, herr Carrick jr, Gävle, och herr Westergren, Eskilstuna, samt tre suppleanter. Carl Hellberg ingick tidigare i Bollspelsförbundets styrelse, men bara von Rosen ingick i både Bollspelsförbundets styrelse och Riksidrottsförbundets överstyrelse. Härmed hade Svenska Fotbollförbundet auktoriserats som det ledande fotbollsförbundet. Svenska Fotbollförbundet var bildat.

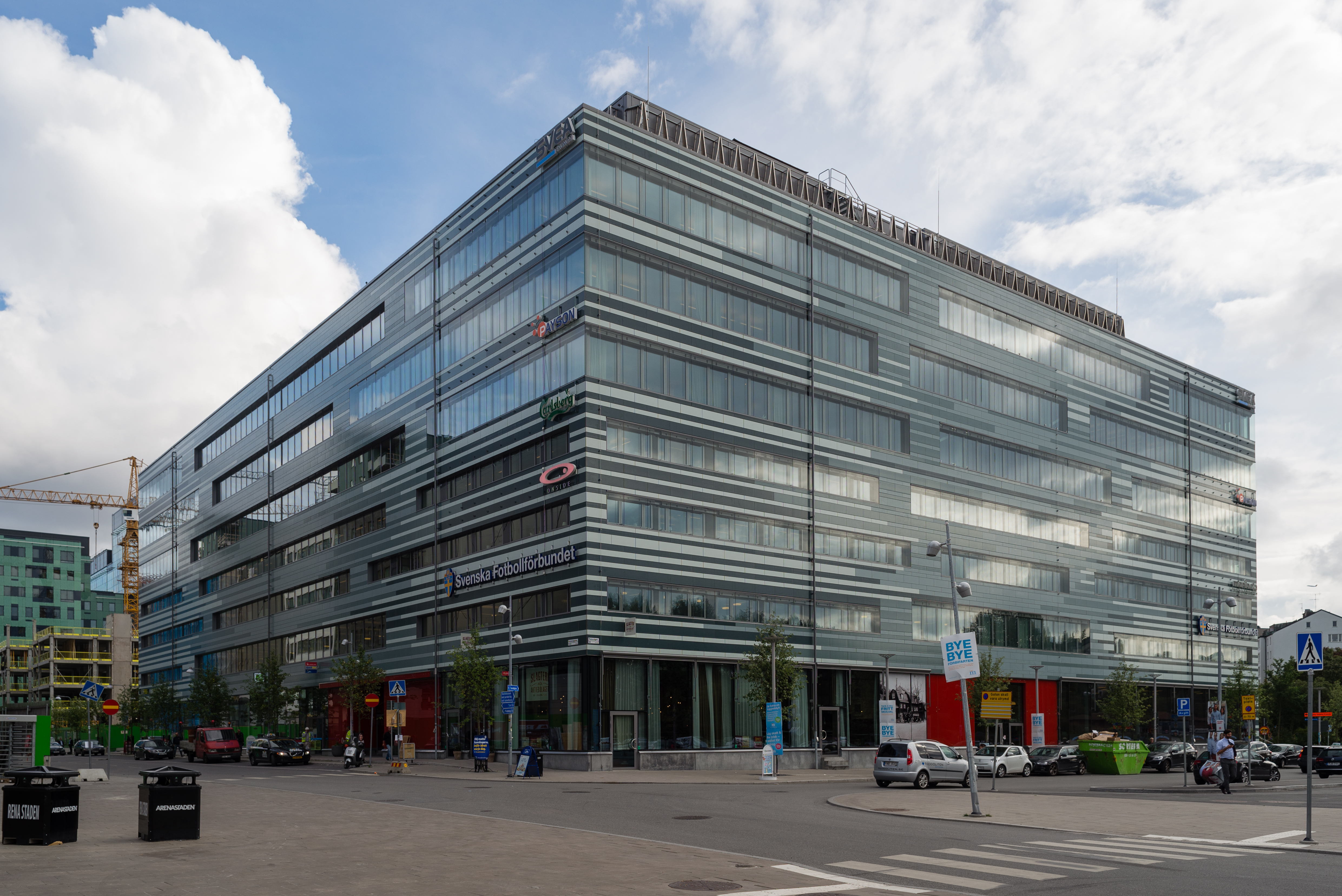
Svenska Fotbollförbundets huvudkontor i Solna

Trots Svenska Fotbollförbundets bildande så fortsatte Svenska Bollspelsförbundet sin fotbollsverksamhet. Genom Kornerup och Idrottstidningens artiklar om engelsk fotboll var den engelska influensen substantiell. På årssammanträdet 1903 diskuterades anställandet av en engelsk tränare för fotbollsklubbarna i Stockholm. Förbundets seriesystem var indelat i de tre klasserna I, II och III, med endast stockholmslag och Kamraterna från Uppsala. Vid grundandet av den Internationella Fotbollsfederationen, FIFA, i Paris i maj år 1904 representerade Bollspelsförbundet Sverige. Anledningen var att Kornerup hade goda kontakter och ett visst inflytande även bortom Sveriges gränser och han försäkrade sig om att Sylow från det danska fotbollsförbundet bevakade svenska intressen på kongressen.
Upplösandet av Svenska Bollspelsförbundet blev en långdragen process. Förbundet ville fortsätta administrera fotbollen inom Stockholm-Upplandregionen samtidigt som Stockholms Idrottsförbund åter ville få ledningen över dessa tävlingar. Stöd för detta fick man från Svenska Fotbollförbundet. I mars 1906 beslöt stockholmsföreningarna att inrätta en fotbollsavdelning inom Stockholms Idrottsförbund för att sköta fotbollen vilket innebar att Svenska Bollspelsförbundet var tvungen att lägga ned sin verksamhet.

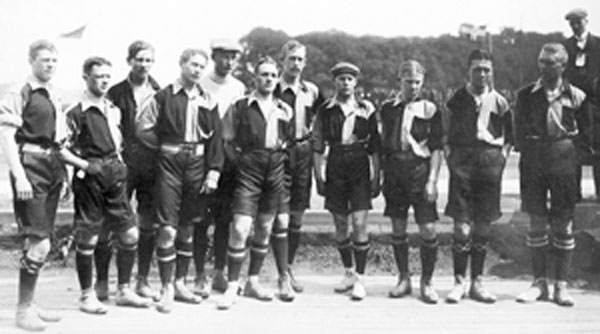
Sveriges första fotbollslandslag vid matchen Sverige-Norge 1908

Dubbelkommandot inom svensk fotboll mellan Svenska Bollspelsförbundet och Svenska Fotbollförbundet fortsatte under 1905 och fram till Bollspelsförbundets upplösning 1906. Först 1906 erkände FIFA Svenska Fotbollförbundet som det enda legitima fotbollsförbund i Sverige. På kongressen 1907 i Amsterdam representerade Svenska Fotbollförbundet Sverige för första gången.
Milstolparna som hade passerats tills nu inom svensk fotbollshistoria var flera: Svenska Bollspelsförbundet grundande 1902 satte fart på organisationsprocessen. Starka krafter inom Riksidrottsförbundet och utanför Stockholm orsakade Svenska Fotbollförbundets grundande som slutgiltigt tog över fotbollsverksamheten 1906, samma år som erkännandet av FIFA kom. Kort därefter kom landskamputbytet igång på riktigt sedan Sverige långt tidigare fick besök av danska fotbollslag. 1904 kom Corinthians Football Club till Sverige och spelade ett antal uppmärksammade fotbollsmatcher i landet.

### Fotnoter
1. ↑  Åke, Jönsson, (2006). Fotboll : hur världens största sport växte fram. Historiske Media. ISBN 9789185377480. OCLC 475432606. https://www.worldcat.org/oclc/475432606. Läst 29 januari 2019
2. 1 2 3 4 5 6 7 8 9 10 11 12 13 14 15 16 17 18  1945-, Sund, Bill, (1997 ;). Fotbollens maktfält : svensk fotbollshistoria i ett internationellt perspektiv. Svenska fotbollförl. ISBN 918847402X. OCLC 186751261. https://www.worldcat.org/oclc/186751261. Läst 29 januari 2019
3. ↑  En annan klubb än Halmstads BK.
4. ↑   Halland idrottshistoria - Ett hopp från dåtid till nutid. Hallands idrottsförbund. 1993. ISBN 9175864061
5. ↑  Jonas., Cederquist, ([2010]). Stockholms fotbollshistoria 1880-2010. Stockholmia förlag. ISBN 9789170312229. OCLC 739089345. https://www.worldcat.org/oclc/739089345. Läst 29 januari 2019
6. ↑  1945-, Sund, Bill, (1997 ;). Fotbollens maktfält : svensk fotbollshistoria i ett internationellt perspektiv. Svenska fotbollförl. ISBN 918847402X. OCLC 186751261. http://worldcat.org/oclc/186751261. Läst 1 februari 2019